# 曹国卿
曹国卿（1902年11月—1996年），辽宁铁岭人。中华人民共和国政治人物。

## 生平
1925年，毕业于北京大学经济系，1929年获德国莱比锡大学博士学位。回国后于1930年至1931年，担任东北大学经济系教授，1932年至1937年，担任北平东北大学经济系主任兼法学院院长。1938年至1946年，任西北联合大学、西北大学经济系主任兼法商学院院长，1946年至1952年，任南京金陵大学经济系主任。1952年以后，任复旦大学经济系、世界经演系教授，上海经济学会、上海财政学会副会长、顾问等。
1996年逝世。